# Matam

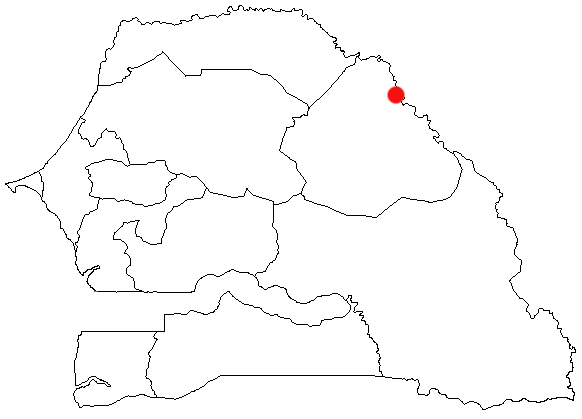
Matams läge i Senegal.

Matam är en stad i nordöstra Senegal, vid gränsen till Mauretanien. Den är administrativ huvudort för regionen Matam och hade 17 218 invånare vid folkräkningen 2013.